# Jesús Lara
Jesús Lara Lara (Villa Rivero, 1 de enero de 1898 - Cochabamba, 6 de septiembre de 1980) fue un escritor, poeta, novelista, lingüista quechua, indigenista, periodista y político boliviano. Se desempeñó también como miembro de la Unión Nacional de Poetas y Escritores de Cochabamba.

## Biografía
Nació el 1 de enero de 1898 en la población de Muela (hoy Villa Rivero), Provincia Punata, Departamento de Cochabamba, Bolivia.
Realizó los estudios de nivel primario en la misma población donde nació, y los estudios de nivel secundarios en la ciudad de Cochabamba. Sus inclinaciones a la literatura se manifestaron desde muy temprana edad. Participó en varios concursos literarios y congresos relacionados con la literatura y otros campos .  
Durante el conflicto bélico con el Paraguay, la Guerra del Chaco, luchó en primera línea, experiencia que le marcaría el resto de su vida. Fue perseguido y apresado en varias ocasiones por su militancia política en el Partido Comunista; partido con el que participó como candidato a la vicepresidencia del país en 1956. 
Por su obra literaria, que trata sobre todo de la problemática social del indígena, recibió diferentes premios y distinciones, como el de «Doctor honoris causa» de la Universidad Mayor de San Simón de Cochabamba en 1979.
Falleció el 6 de septiembre de 1980 en la ciudad de Cochabamba. Fue el escritor que más traducciones han tenido sus obras; y las novelas que escribió son de tendencia social, costumbrista y de temas indígenas.

## Obras

### Obras editadas
- Predestinados (1922)
- El Estigma (1922)
- El Monte de la  Myrrha (1923)
- Viaje a Inkallajta (1927)
- Arawiy Arawicu (1927) ; Khatira y Ariwaki (1964); (1977)
- Repete (1937)
- Surumi (1943)
- Pauqarwara (La Plata, 1947; 1977)
- La Poesía Quechua (La Plata, México, 1947; 1979)
- Yanakuna (1952; 1956; 1974; 1979; 1981; 1983; 1985; 1986; 1989; 1991; 1993; 1995; 1997; 1999); polaco 1956; checo 1956; ruso 1962; húngaro 1962; alemán 1967; ucraniano 1975; albanés 1981[1]
- Poesía Popular Quechua (1956), Qheshwataki (1958) (1975; 1993); inglés 1976; alemán: 1959
- Atau wallpaj p´uchukakuninpa wankan (monografía y traducción del quechua al castellano) (1957; 1989), alemán 1992
- Yawarninchij (Argentina 1959; Cuba 1962; Cochabamba 1974), portugués 1980; húngaro 1961; ruso 1962; checo 1964; rumano 1866
- Leyendas Quechuas (1960; 1979; 1980; 1985; 1990)
- Flor de Loto
- La Literatura de los Quechuas (1961; 1969; 1980; 1985)
- Sinchicay (1962; 1977), ruso: 1966
- Llalliypacha (1965; 1977)
- La Cultura de los Incas (1966 – 67; El Tawantinsuyu 1974; 1990)
- Inkallajta - Inkaraqay (1967; 1988)
- Ñancahuazú (1969; 1970; 2004)
- Ullanta (Traducción) (1970; 1977; 1989)
- Sujnapura (1971)
- Diccionario Qhëshwa - Castellano, Castellano - Qhëshwa (1971; 1978; 1987; 1991; 1997; 2001)
- Guerrillero Inti (1971; 1972; 1980; 1994)
- Mitos, Leyendas y Cuentos de los Quechuas (1973, 1987; 2003)
- Paqarin (1974)
- Sasañan (1975)
- Chajma (1978)
- Tapuy Jayñiy (1980)
- Wiñaypaj (1986)

### Obras inéditas
- 1954 La Tierra del Hombre Nuevo. Experiencias de Viaje a la Unión Soviética.
- 1954 Bajo el Sol de los Magiares. Sobre las Impresiones de viaje por Hungría.